# 金正任
金正任（김정임，?—），北韓政治家，任職朝鮮勞動黨歷史研究所所長、朝鮮勞動黨中央委員會中央委員及最高人民會議代議員。

## 生平
金正任的早期事跡不詳，資料對其記載始於1985年。當時，她出任朝鮮勞動黨歷史研究所副所長。1992年4月，獲金日成勳章。2009年，她首先在最高人民會議選舉中當選為代議員。隨後，又接替金己男成為歷史研究所的所長。2010年，被任命為黨中央委員會中央委員。翌年12月，金正日離世，金正任被承任人金正恩列為治喪委員會的成員。翌年2月，獲得金正日勳章。2014年3月，她第二度當選為代議員。

## 資料來源
1. 1 2 3 4  .   [2014-04-07]. （原始内容存档于2014-04-08）.
2. ↑  "北 당 역사연구소 소장에 김정임 임명 " （页面存档备份，存于） 《Daily NK》 2009 12 18